# NGC 884
NGC 884 је расејано звездано јато у сазвежђу Персеј које се налази на NGC листи објеката дубоког неба.
Деклинација објекта је + 57° 7' 48" а ректасцензија 2h 22m 5,0s. Привидна величина (магнитуда) објекта NGC 884 износи 6,1. NGC 884 је још познат и под ознакама OCL 353, Chi Per, Double cluster.